# Yannick Djouadi
Pour les articles homonymes, voir Djouadi.
Yannick Djouadi est un athlète français, né à Melun le 6 avril 1973, adepte de la course d'ultrafond, champion du monde des 100 km en 2006, champion de France des 100 km en 2004 et médaillé de bronze aux championnats d'Europe des 100 km en 2006.

## Biographie
Yannick Djouadi est champion du monde aux 100 km IAU de Séoul en 2006, champion de France des 100 km de Saint-Augustin-des-Bois en 2004 et médaillé de bronze aux championnats d'Europe des 100 km de Torhout en 2006,.

## Records personnels
Statistiques de Yannick Djouadi d'après la Fédération française d'athlétisme (FFA) :
- 1 500 m : 4 min 12 s 3 en 2006
- 3 000 m :8 min 54 s 67 en 2006
- 5 000 m : 15 min 21 s 59 en 2004
- 10 000 m : 31 min 23 s 9 en 2002
- 10 km route : 32 min 6 s en 2004
- 15 km route : 50 min 22 s en 2006
- 20 km route : 1 h 31 min 35 s en 2007
- Semi-marathon : 1 h 8 min 36 s en 2004
- Marathon : 2 h 27 min 6 s au marathon de Sénart en 2004[5],[6]
- 50 km route : 3 h 12 min 28 s aux championnats du monde des 100 km IAU de Séoul en 2006 (50 km split)[7]
- 100 km route : 6 h 38 min 19 s aux championnats d'Europe des 100 km IAU de Thorhout en 2006[7]